# Logan O'Connor
Logan O'Connor, född 14 augusti 1996, är en kanadensisk professionell ishockeyforward som spelar för Colorado Avalanche i National Hockey League (NHL). O'Connor vann Stanley Cup med Avalanche 2022.
Han är son till den före detta ishockeyspelaren Myles O'Connor som själv spelade i NHL mellan 1990 och 1994.

## Statistik

### Klubbkarriär
| 2012–13    | Calgary Royals       | AMHL       | 34  | 7  | 16 | 23  | 10  | 5  | 1 | 3 | 4  | 2  |
| 2013–14    | Sioux Falls Stampede | USHL       | 59  | 3  | 7  | 10  | 23  | 3  | 0 | 0 | 0  | 12 |
| 2014–15    | Sioux Falls Stampede | USHL       | 58  | 16 | 20 | 36  | 42  | 12 | 6 | 4 | 10 | 2  |
| 2015–16    | University of Denver | NCHC       | 23  | 2  | 2  | 4   | 9   | —  | — | — | —  | —  |
| 2016–17    | University of Denver | NCHC       | 44  | 7  | 11 | 18  | 10  | —  | — | — | —  | —  |
| 2017–18    | University of Denver | NCHC       | 41  | 7  | 14 | 21  | 6   | —  | — | — | —  | —  |
| 2018–19    | Colorado Eagles      | AHL        | 64  | 19 | 23 | 42  | 29  | 4  | 0 | 0 | 0  | 0  |
| 2018–19    | Colorado Avalanche   | NHL        | 5   | 0  | 0  | 0   | 0   | —  | — | — | —  | —  |
| 2019–20    | Colorado Eagles      | AHL        | 40  | 12 | 13 | 25  | 28  | —  | — | — | —  | —  |
| 2019–20    | Colorado Avalanche   | NHL        | 16  | 2  | 0  | 2   | 2   | 5  | 0 | 1 | 1  | 0  |
| 2020–21    | Colorado Avalanche   | NHL        | 22  | 3  | 2  | 5   | 6   | 2  | 0 | 0 | 0  | 0  |
| 2021–22    | Colorado Avalanche   | NHL        | 81  | 8  | 16 | 24  | 38  | 17 | 1 | 3 | 4  | 9  |
| 2022–23    | Colorado Avalanche   | NHL        | 82  | 9  | 17 | 26  | 37  | 7  | 0 | 0 | 0  | 6  |
| 2023–24    | Colorado Avalanche   | NHL        | 57  | 13 | 12 | 25  | 34  | —  | — | — | —  | —  |
| 2024–25    | Colorado Avalanche   | NHL        | 80  | 10 | 11 | 21  | 26  | 7  | 2 | 4 | 6  | 16 |
| NHL totalt | NHL totalt           | NHL totalt | 343 | 45 | 58 | 103 | 143 | 38 | 3 | 8 | 11 | 31 |